# منتخب كازاخستان تحت 17 سنة لكرة القدم
منتخب كازاخستان تحت 17 سنة لكرة القدم (بالروسية: Сборная Казахстана по футболу)‏ هو ممثل كازاخستان الرسمي في المنافسات الدولية في كرة القدم في فئة كرة قدم تحت 17 سنة للرجال، يديريه اتحاد كازاخستان لكرة القدم.